# Game Of Spy
『Game Of Spy』（ゲーム・オブ・スパイ）は、2022年6月24日からAmazon Prime Videoで世界独占配信されたWebドラマ。監督は及川拓郎、主演は東山紀之。
世界の犯罪者からターゲットにされている日本を舞台に、依頼が入ると冷静かつ迅速に任務を遂行する法務省外局・公安調査庁に設置された極秘スパイ機関の諜報員が国民に知られることなく日本を守るために活躍する姿を描くスパイアクション。
企画の発端は、東山がプロデューサーに「地上波ではできないような激しいアクションがやりたい」と相談したことが始まりであるという。

## キャスト

### Global Operation Service
羽柴猛
演 - 東山紀之
本作品の主人公であり、極秘スパイ機関「GOS」（Global Operation Service）のチームリーダー。殺陣とカリ・シラットなどの格闘技を融合させた戦闘スタイルを得意とする。
香月政晴
演 - 小澤征悦
GOSの諜報員だが、表向きは内閣情報調査室の情報分析官という二つの顔を持つ。東大法学部を主席で卒業した。
檜山レイ
演 - ローレン・サイ
GOSの諜報員であり紅一点。
夏目篤彦
演 - 植野行雄（デニス）
国際指名手配中のハッカー。ITスキルでは右に出る者はいない。
久我山繁信
演 - でんでん
浅草にある貸衣装屋の店主だが、裏では羽柴の諜報活動を陰で支えている。

### 政府関係者
高原隆一
演 - 松平健
法務省・公安調査庁総務部長。
海崎尚人
演 - 田中泯
長期政権を担っている内閣総理大臣。米国政府からファイブ・アイズへの加入を要請されている。
白鳥健造
演 - 渡部篤郎
内閣官房長官であり、海崎の右腕的存在。内閣情報調査室を管轄。
田中誠
演 - アキラ100%
内閣官房副長官。

### 新興犯罪集団「ファサル」
景山透
演 - 上田竜也（KAT-TUN）
新興犯罪集団「ファサル」のリーダー。日本を狙うテロ組織・ムンドに協力し、羽柴たちGOSのメンバーと壮絶なバトルを繰り広げる。

### 中国国家安全部
張健龍
演 - 川口力哉
駐日中国大使館一等書記官だが、裏の顔は中華人民共和国・国家安全部第八局所属の諜報員。
劉梓豪
演 - 中村浩二

### テロ組織「ムンド」
ヴィンス
演 - スティーブ・ライアン
世界的テロ組織「ムンド」の最高指導者。実体は影武者。
ヴィンスの秘書
演 - HD
表向きはヴィンスの秘書だが、実際はヴィンス本人。
井川義人
演 - 藤本隆宏
元自衛隊所属の日本人工作員。
眼帯の男
演 - Paolo

### その他
御薬袋圭介
演 - 橋爪淳
東京大学微生物・ウィルス学 名誉教授。テロ組織「ムンド」に拉致されて、新型天然痘ウイルスの培養を強要させられる。
御薬袋麻耶
演 - 井桁弘恵
御薬袋圭介の娘。

## スタッフ
- 監督 - 及川拓郎
- 脚本 - 徳永友一、和佐野健一
- 企画・プロデュース - 和佐野健一
- プロデューサー - 大森敬仁、百瀬龍介
- 音楽 - 海田庄吾
- アクション監督 - 栗田政明
- 撮影 - 小林元
- 照明 - 椎原敦貴
- 録音 - 蟻川真矢
- 美術 - 松崎宙人
- 装飾 - 遠藤雄一郎
- VFXスーパーバイザー - オダイッセイ
- 編集 - 斉藤和彦
- 監修 - 小谷賢（日本大学危機管理学部教授 ）、黒井文太郎（軍事ジャーナリスト）
- 宣伝 - 是本良介、小松莉奈
- 助監督 - 安養寺工
- 製作担当 - 宮下直也、鳥越道昭
- ラインプロデューサー - 磯崎憲一、長谷川浩之

## 配信日程
| 話数   | 配信日  | サブタイトル       | 脚本 |
| ------ | ------- | ------------------ | ---- |
| 第1話  | 6月24日 | 始まり             |      |
| 第2話  | 6月24日 | 招かざる客         |      |
| 第3話  | 6月24日 | 新型天然痘ウイルス |      |
| 第4話  | 6月24日 | 危機               |      |
| 第5話  | 7月1日  | 裏切り             |      |
| 第6話  | 7月1日  | 奪還               |      |
| 第7話  | 7月1日  | 内通者             |      |
| 第8話  | 7月8日  | 黒幕               |      |
| 第9話  | 7月8日  | 逆襲               |      |
| 第10話 | 7月8日  | デウスゲート       |      |